# كارمين أباتي
كارمين أباتي (بالإيطالية: Carmine Abate)‏ هو كاتب إيطالي، ولد في 24 أكتوبر 1954 في Carfizzi ‏ في إيطاليا.